# Emmanuel Frédéric Imlin

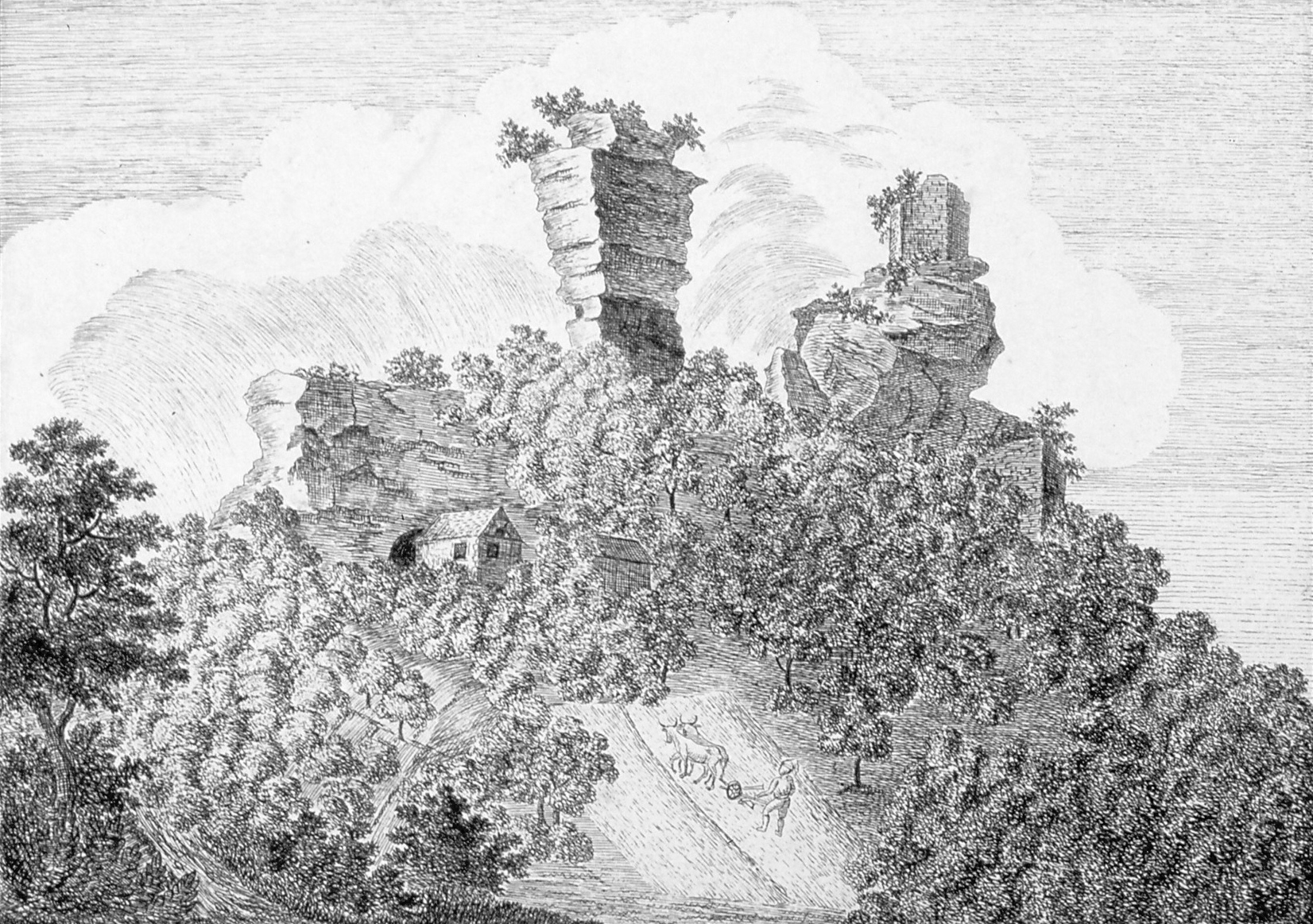
Le château du Vieux-Windstein

Emmanuel Frédéric Imlin, né le 14 octobre 1782 à Strasbourg et mort le 4 janvier 1831 dans la même ville, est un orfèvre et un dessinateur alsacien qui fut l'un des précurseurs du romantisme en Alsace.

## Biographie

### Une dynastie d'orfèvres
Strasbourg est un centre important centre de production d'argenterie durant le XVIIIe siècle, cette production était destinée aux familles aristocratiques allemandes, Hanau-Lichtenberg ou Hesse-Darmstadt, mais également pour certaines pièces à usage liturgique, en Angleterre ou ailleurs en Europe. Plusieurs membres de la famille Imlin sont connus comme orfèvres d'art à Strasbourg, certaines de leurs œuvres inscrites aux Inventaire du Patrimoine culturel se trouvent dans des églises ou des musées, notamment au musée des arts décoratifs de Strasbourg. Le Musée Fabre possède notamment une ménagère à dessert, réalisée à l'intention de la famille montpelliéraine Despous de Paul.
- Jean-Louis Imlin I (1663-1720), orfèvre
- Jean-Louis Imlin II (1694-1764), époux de Marie Boch, père de Jean-Louis III et grand-père de François Daniel, est reçu maître en 1720 ;
- Jean-Louis Imlin III (1722-1768), fils de Jean-Louis II Imlin, reçu maître orfèvre à Strasbourg en 1746, et actif jusqu'à sa mort en 1768 (ou 1769). Jacques Henri Alberti, qui était employé d'Imlin entre 1756 et 1764 a tenu l'atelier après la mort de Jean Louis, jusqu'à ce que François Daniel Imlin devienne orfèvre. Aussi, plusieurs objets qui portent le poinçon de Jean Louis sont-ils posthumes. Ainsi, un calice d'argent réalisé par son atelier et daté de 1779 se trouve-t-il dans les collections du Victoria and Albert Museum[6].
- François Daniel Imlin, petit-fils de Jean-Louis II Imlin, neveu de Jean-Louis III, père d'Emmanuel Frédéric, né en 1757 devient maître orfèvre en 1780 ;
  - Emmanuel Frédéric Imlin, fils de François Daniel, est dessinateur et orfèvre lui-même, c'est en amateur qu'il aborde d'abord le dessin. Il publia deux ouvrages, Burg Ruinen, nach der Natur gezeichnet und radiert en 1815-1819, et Vogesische Ruinen und Natur-Schönheiten (Ruines et beautés de la nature dans les Vosges) en 1824.

### Postérité
La rue Imlin à Strasbourg (Meinau) rappelle la place de la famille Imlin dans la vie artistique de la ville.